# Пиърс (окръг, Вашингтон)
Вижте пояснителната страница за други значения на Пиърс.
Окръг Пиърс (на английски: Pierce County) е окръг в щата Вашингтон, Съединени американски щати. Площта му е 4678 km², а населението – 876 764 души (2017). Административен център е град Такома.

## Градове
- Бони Лейк
- Гиг Харбър
- Еджуд
- Итънвил
- Ортинг
- Ръстън
- Саут Преъри
- Съмнър
- Уилкисън
- Фъркрест
- Юнивърсити Плейс